# Gouden koets (Denemarken)

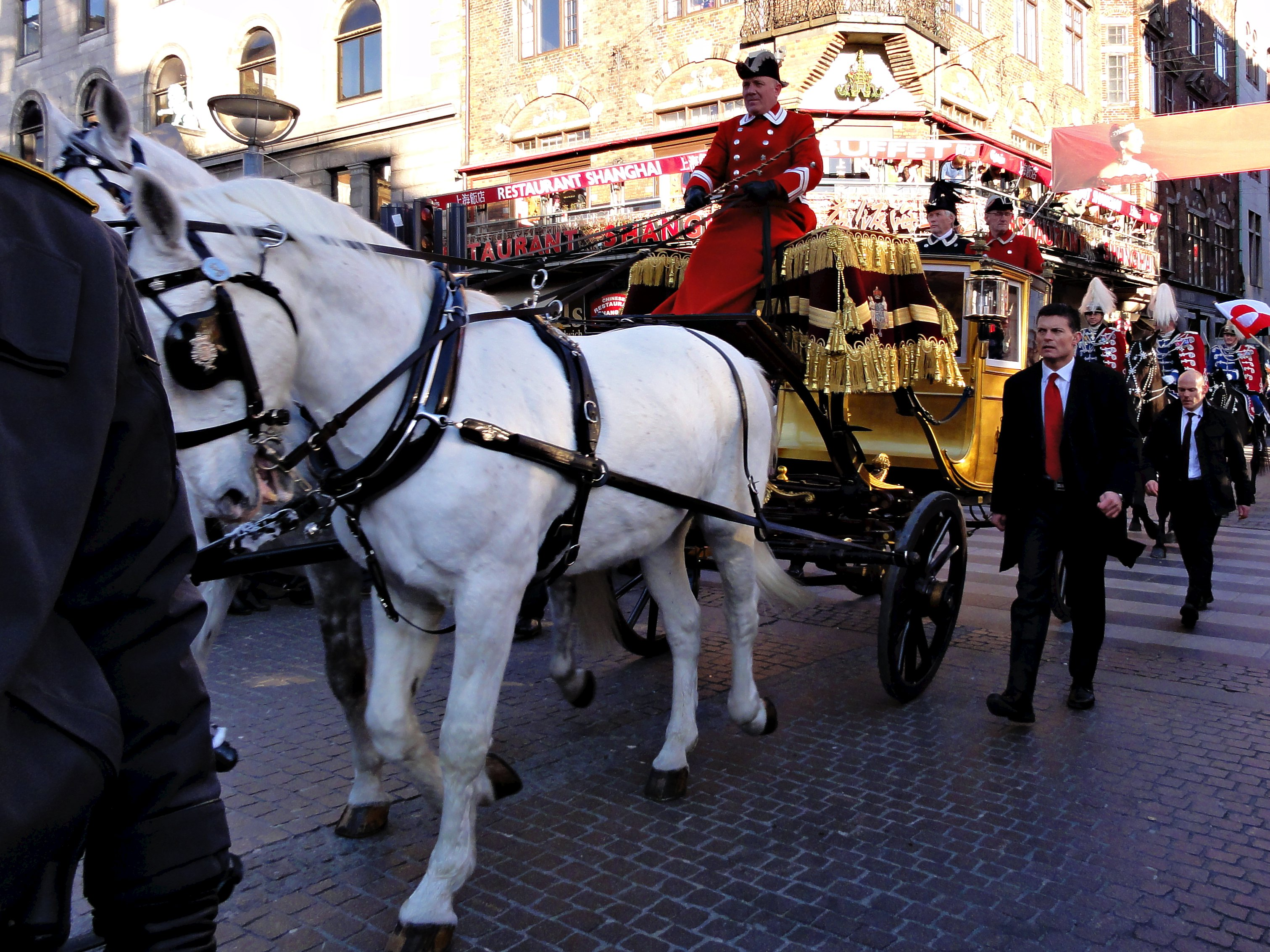
Deense gouden koets

De Deense koningen maken gebruik van een gouden koets ook wel "De koets van Cristiaan VIII" genoemd. De koets, een elegante coupé die veel kleiner is dan de Britse en Nederlandse Gouden Koets, wordt door zes paarden getrokken en à la Deaumont gemend. De coupé is met 24 karaat bladgoud bedekt en werd in 1840 door de Britse koetsbouwer Henry Fife gebouwd.
Het Deense hof gebruikt de koets nog geregeld bij belangrijke plechtigheden en wanneer ontvangsten in het Paleis Amaliënborg worden bezocht.